# Pabneukirchen
Pabneukirchen est une commune autrichienne du district de Perg en Haute-Autriche.